# Lux

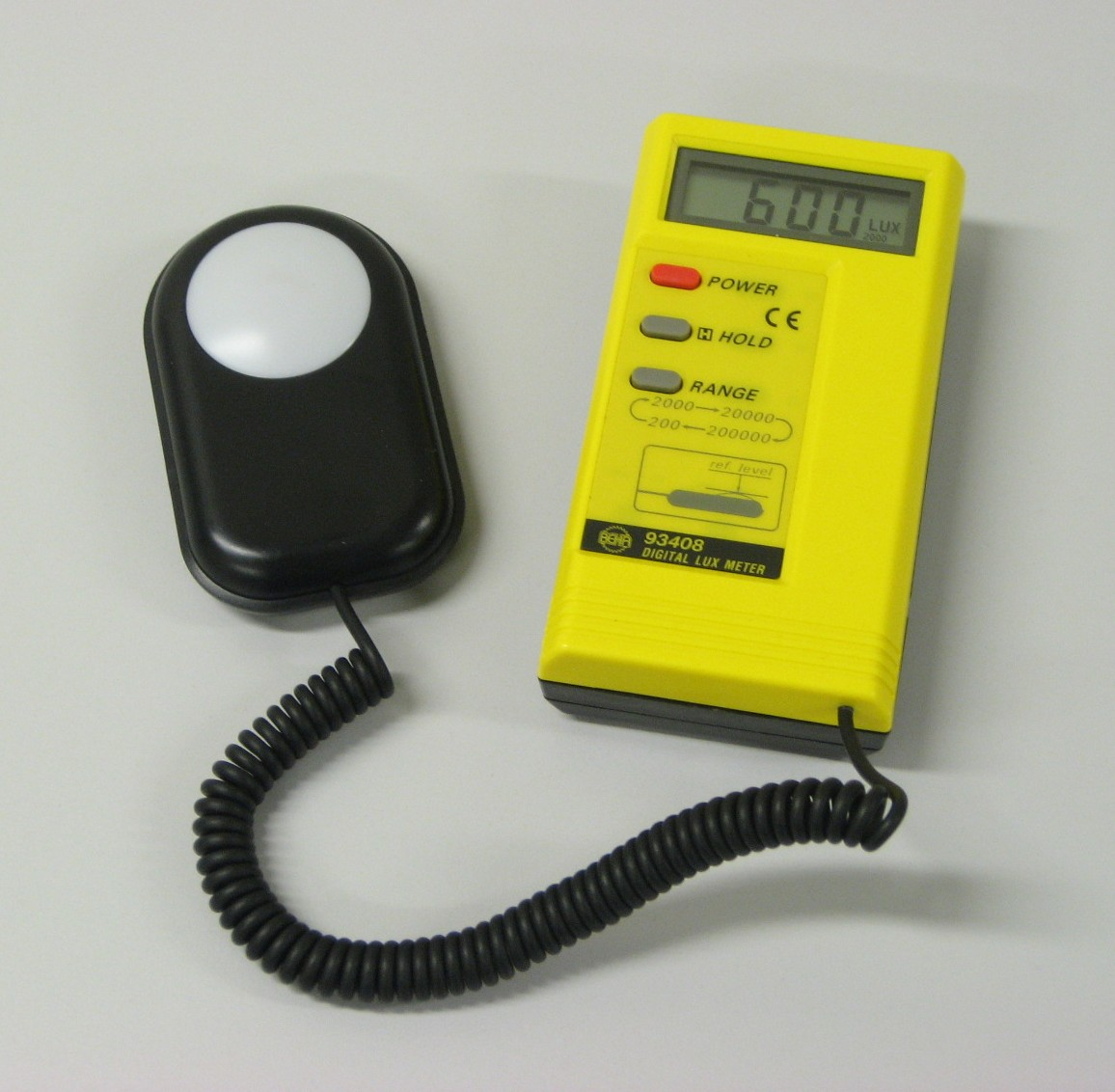
Luxómetro para medir la iluminancia en lugares de trabajo.

El lux (símbolo: lx) es la unidad derivada del Sistema Internacional de Unidades para la iluminancia o nivel de iluminación. Equivale a un lumen/m². Se usa en la fotometría como medida de la iluminancia, tomando en cuenta las diferentes longitudes de onda según la función de luminosidad, un modelo estándar de la sensibilidad del ojo humano a la luz.
1 lx = 1 lm/m² =1 cd · sr/m²

## Explicación
El lux es una unidad derivada, basada en el lumen, que a su vez es una unidad derivada basada en la candela.
Un lux equivale a un lumen por metro cuadrado, mientras que un lumen equivale a una candela x estereorradián. El flujo luminoso total de una fuente de una candela equivale a {\displaystyle 4\pi } lúmenes (puesto que una esfera comprende {\displaystyle 4\pi } estereorradianes).
La siguiente tabla muestra unos valores orientativos del nivel de iluminación que se puede medir, en un plano horizontal a unos 0,70 m del suelo, en diferentes situaciones.
| Iluminancia  | Abr.     | Ejemplo                                                |
| ------------ | -------- | ------------------------------------------------------ |
| 0,000008 lux | 8 µlx.   | Luz de la estrella Sirio (Vista desde la tierra)       |
| 0,0001 lux   | 100 µlx. | Cielo nocturno nublado, luna nueva                     |
| 0,001 lux    | 1 mlx.   | Cielo nocturno despejado, luna nueva                   |
| 0,01 lux     | 10 mlx.  | Cielo nocturno despejado, cuarto creciente o menguante |
| 0,25 lux     | 250 mlx. | Luna llena en una noche despejada                      |
| 1 lux        | 1 lx.    | Luna llena a gran altitud en latitudes tropicales      |
| 3 lux        | 3 lx.    | Límite oscuro del crepúsculo bajo un cielo despejado   |
| 100 lux      | 1 hlx.   | Pasillo en una zona de paso                            |
| 300 lux      | 3 hlx.   | Sala de reuniones                                      |
| 500 lux      | 5 hlx.   | Oficina bien iluminada                                 |
| 600 lux      | 6 hlx.   | Salida o puesta de sol en un día despejado.            |
| 1000 lux     | 1 klx.   | Iluminación habitual en un estudio de televisión       |
| 32.000 lux   | 32 klx.  | Luz solar en un día medio (mín.)                       |
| 100.000 lux  | 100 klx. | Luz solar en un día medio (máx.)                       |

### Lux y lumen
La diferencia entre el lux y el lumen consiste en que el lux toma en cuenta la superficie sobre la que el flujo luminoso se distribuye. 1000 lúmenes, concentrados sobre un metro cuadrado, iluminan esa superficie con 1000 lux. Los mismos mil lúmenes, distribuidos sobre 10 metros cuadrados, producen una iluminancia de sólo 100 lux. En otras palabras, iluminar una área mayor al mismo nivel de lux requiere de un número mayor de lúmenes.

### Relación entre iluminancia e irradiancia
Como todas las unidades fotométricas, el lux tiene una unidad radiométrica correspondiente. La diferencia entre unidades fotométricas y radiométricas consiste en que las segundas se basan en la potencia física, con todas las longitudes de onda medidas por igual, mientras que las unidades fotométricas toman en cuenta el hecho de que el ojo (humano) es más sensible a unas longitudes de onda que a otras, por lo que cada longitud de onda tiene un peso diferente en su cálculo. El factor que determina el peso de cada longitud de onda es la función de luminosidad.
Un lux es un lumen/metro2, y la unidad radiométrica correspondiente, que mide la irradiancia, es el vatio por metro cuadrado (W/m²). No hay una fórmula de conversión entre lux y W/m²; existe un factor de conversión diferente para cada longitud de onda, y no es posible realizar la conversión a menos que se conozca la composición espectral de la luz en cuestión.
El valor máximo de la función de luminosidad se encuentra en los 555 nm (correspondiente al color verde); el ojo es más sensible a la luz de esta longitud de onda que a ninguna otra. En el caso de luz monocromática de esta longitud de onda, la irradiancia necesaria para producir un lux es la mínima: 1,464 mW/m². Es decir, en esta longitud de onda se obtienen 683,002 lux por W/m² (o lúmenes por vatio). Otras longitudes de onda de luz visible producen menos lúmenes por vatio. La función de luminosidad cae a cero para las longitudes de onda fuera del espectro visible.
Para una fuente de luz con diversas longitudes de onda, el número de lúmenes por vatio se puede calcular usando la función de luminosidad. Para que una luz sea razonablemente blanca, se requiere una mezcla de luz verde con abundancia de luz roja y azul, a las que el ojo es mucho menos sensible. Esto implica que la luz blanca (o blanquecina) produce mucho menos de los 683 lúmenes por vatio que constituyen el máximo teórico. La relación entre el número real de lúmenes por vatio y el máximo teórico se expresa como un porcentaje que recibe el nombre de eficacia luminosa. Por ejemplo, una bombilla común suele presentar una eficiencia luminosa de tan sólo el 2%.
En realidad, cada persona presenta una variación propia de función luminosa. No obstante, las unidades fotométricas se definen con gran precisión, basándose en una función de luminosidad estándar obtenida de la medición de muchos sujetos.

## Uso en especificaciones de videocámaras
Las especificaciones de videocámaras suelen incluir un nivel mínimo de iluminancia en lux, a partir del cual la cámara puede grabar una imagen satisfactoria. Una videocámara con buenas características de grabación en condiciones de luz escasa tendrá un valor bajo de lux. Las cámaras fotográficas no usan esta especificación, porque en condiciones de poca luz pueden tomar fotografías simplemente usando mayores tiempos de exposición, cosa que las videocámaras no pueden hacer, puesto que el tiempo de exposición viene determinado por las imágenes por segundo que deben registrar.

## Unidades de fotometría del Sistema Internacional
| Magnitud                          | Símbolo | Unidad                     | Símbolo | Notas                                                                  |
| --------------------------------- | ------- | -------------------------- | ------- | ---------------------------------------------------------------------- |
| Energía lumínica                  | Qv      | lumen segundo              | lm·s    | A veces se usa la denominación talbot, ajena al Sistema Internacional. |
| Flujo luminoso                    | Φv, F   | lumen (= cd·sr)            | lm      | Medida de la potencia luminosa.                                        |
| Intensidad luminosa               | Iv      | candela (= lm/sr)          | cd      | Es una medida de la intensidad luminosa.                               |
| Luminancia                        | Lv      | candela por metro cuadrado | cd/m2   | A veces se usa la denominación nit, ajena al Sistema Internacional.    |
| Iluminancia                       | Ev      | lux (= lm/m2)              | lx      | Usado para medir la incidencia de la luz sobre una superficie.         |
| Emitancia luminosa                | Mv      | lux (= lm/m2)              | lx      | Usado para medir la luz emitida por una superficie.                    |
| Exposición luminosa               | Hv      | lux segundo                | lx·s    | Iluminancia integrada en el tiempo.                                    |
| Eficacia luminosa de la radiación | K       | lumen por vatio            | lm/W    | Razón entre flujo luminoso y flujo radiante.                           |
| Eficacia luminosa de una fuente   | η       | lumen por vatio            | lm/W    | Razón entre flujo luminoso y potencia eléctrica consumida.             |

## Unidades de iluminancia no pertenecientes al SI
La unidad correspondiente en las unidades tradicionales inglesas y americanas es el pie-candela. Un pie-candela equivale aproximadamente a 10,764 lx. Dado que un pie-candela es la iluminancia proyectada sobre una superficie por una fuente de una candela a un pie de distancia, un lux podría considerarse como un "metro-candela", aunque se desaconseja este término porque no se ajusta a los estándares SI para nombres de unidades.
Un phot (ph) equivale a 10 kilolux (10 klx).
Un nox (nx) equivale a 1 mililux (1 mlx) en un color de luz de 2042 K o 2046 K (anteriormente 2360 K).

En astronomía, la magnitud aparente es una medida de la iluminancia de una estrella en la atmósfera terrestre. Una estrella con magnitud aparente 0 tiene 2,54 microlux fuera de la atmósfera terrestre y el 82% de esa cantidad (2,08 microlux) bajo cielos despejados. Una estrella de magnitud 6 (apenas visible en buenas condiciones) tendría 8,3 nanolux. Una vela estándar (una candela) a un kilómetro de distancia proporcionaría una iluminancia de 1 microlux, aproximadamente lo mismo que una estrella de magnitud 1.